# (3815) Konig
(3815) Konig  es un asteroide perteneciente al cinturón de asteroides, descubierto el 15 de abril de 1959 por Arthur König, Gerhard Jackisch y Wolfgang Wenzel desde el Observatorio de Heidelberg-Königstuhl, en Alemania.

## Designación y nombre
Konig se designó inicialmente como 1959 GG.
Más adelante fue nombrado en honor al astrónomo aficionado austríaco Rudolf König (1865-1927).

## Características orbitales
Konig orbita a una distancia media del Sol de 2,5703 ua, pudiendo acercarse hasta 2,2969 ua y alejarse hasta 2,8436 ua. Tiene una excentricidad de 0,1063 y una inclinación orbital de 8,6442° grados. Emplea en completar una órbita alrededor del Sol 1505 días.

## Características físicas
Su magnitud absoluta es 12,3. Tiene 20,129 km de diámetro. Su albedo se estima en 0,056.